# Christ’s College (Cambridge)
Christ’s College ist eines der Colleges der Universität Cambridge. Es wurde ursprünglich im Jahre 1448 unter dem Namen God’s House auf dem Gelände der heutigen Kapelle des King’s Colleges gegründet. Lady Margaret Beaufort, die Mutter von König Heinrich VII., gründete das College im Jahre 1505 unter dem Namen Christ’s College neu.
Das College ist bekannt für seine hohen akademischen Ansprüche – um 2000 beherrschte es mehrere Jahre die (inoffizielle) Tompkins Rangliste der Colleges der Universität. Bis 2007 blieb es noch durchgängig auf einem der ersten 6 Plätze, zwischen 2008 und 2015 lag es auf Plätzen von 6 bis 14. Oft werden die Duschen in der Bibliothek und die frühe Sperrstunde der Bar als Anzeichen für einen Mangel sozialen Lebens innerhalb des Colleges angeführt. Dies ist aber größtenteils ein Mythos. Die Duschen sind in der Bibliothek untergebracht, da sie nicht in den älteren Gebäuden untergebracht werden können und die Schließzeiten der Bar wurden 2003 denen der anderen Colleges angepasst.

## Bekannte Gesellschaften

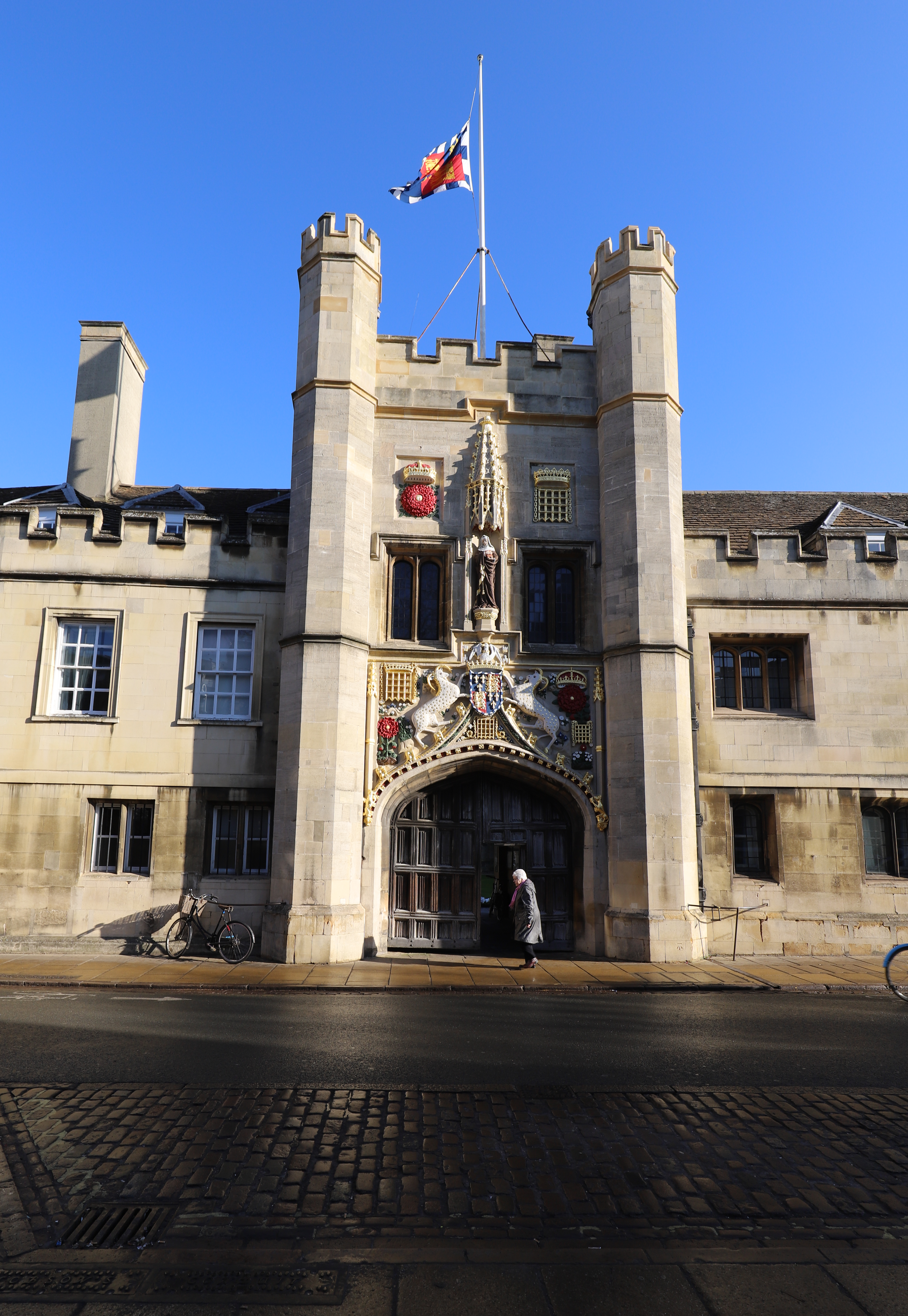
Das Große Tor (Great Gate) des Christ’s Colleges

Der Junior Combination Room ist die Studentenvertretung des Christ’s Colleges. Sie nimmt an jedem Aspekt des studentischen Lebens teil. Als Repräsentantin der Studentenschaft organisiert sie soziale und wohltätige Veranstaltungen und verhandelt im Namen der Studenten.
CCPQS wird als eine der wählerischsten und prestigeträchtigen Vereinigungen des Christ Colleges bezeichnet. Ihrem Zeichen (der Krawatte) wird nachgesagt, dass sie von der des King Street Run herrührt. Die wirklichen Ursprünge der Vereinigung, wie auch die Bedeutung des Akronyms sind Gegenstände einer lebhaften Debatte. Einige bestehen darauf, dass die Wurzeln der Vereinigung bis ins 17. Jahrhundert zurückreichen und dass John Milton seinen Teil an der Gründung beigetragen habe. Jedoch sind die Beweise dafür sehr dünn.
Die am meisten genannten Erklärungen für die Bedeutung des Akronyms CCPQS sind, dass es für „Christ’s College; Posteritas Quantuluscumque Spectabilis“ (‚Wohlstand und Ehre, wie wenig auch immer‘ [sic]) steht. Jedoch gibt es viele wetteifernde Theorien ob der wahren Bedeutung. Die Kriterien für die Aufnahme in die Verbindung sind streng geheim. Ebenso wie die Natur der Vereinigung. Es wird behauptet, dass ein Neuankömmling als Erstes schwört, über die wirklichen Aktivitäten der Vereinigung gegenüber Außenstehenden zu schweigen. Diese Behauptung bringt jedoch die meisten dazu, zu glauben, dass die Vereinigung überhaupt nicht existiert.
Ebenfalls nennenswert ist der Fußballklub, der CCAFC.

## Historisches

### Master des Colleges
Frank Kelly war 2006 bis 2016 Master des Colleges, Jane Stapleton von 2016 bis 2022.

## Zahlen zu den Studierenden
Im Dezember 2022 waren 724 Studierende am Christ’s College eingeschrieben. Davon strebten 459 (63,4 %) ihren ersten Studienabschluss an, sie waren also undergraduates. 265 (36,6 %) arbeiteten auf einen weiteren Abschluss hin, sie waren graduates. 2020 waren es 705 Studierende gewesen, davon 266 im weiterführenden Studium, 2021 insgesamt 712.

## Bekannte Absolventen
- William Bidlake – Architekt
- Sacha Baron Cohen – Komiker (Ali G)
- John Lachlan Cope – Mediziner und Polarforscher
- John Cleveland – Dichter
- Charles Darwin – Biologe
- Colin Dexter – Autor
- D. B. Tubbs – Autor und Übersetzer
- Hugh Foss – Kryptoanalytiker
- Mike Lynch – Software Unternehmer, Gründer der Autonomy Systems
- David Mellor – britischer Politiker
- Miles Millar – Drehbuchautor und Filmproduzent
- John Milton – englischer Poet
- Robert Banks Jenkinson, 2. Earl of Liverpool – britischer Premierminister
- Louis Mountbatten, 1. Earl Mountbatten of Burma – britischer Flottenadmiral und Staatsmann
- John Oliver, Komiker
- John H. Plumb – Historiker
- Forrest Reid – Cambridge Apostel, Schriftsteller, Literaturkritiker
- Simon Schama – Historiker, Autor und Fernsehmoderator
- Jan Smuts – Südafrikanischer General und Staatsmann
- C. P. Snow – Schriftsteller und Philosoph
- Richard Whiteley – britischer Fernsehmoderator
- Rowan Williams – britischer Theologe, Erzbischof von Canterbury